# Paul Daniels
Paul Daniels (4 de junio de 1981) es un deportista estadounidense que compitió en remo. Ganó tres medallas en el Campeonato Mundial de Remo entre los años 2004 y 2006.

## Palmarés internacional
| Campeonato Mundial | Campeonato Mundial | Campeonato Mundial | Campeonato Mundial |
| Año                | Lugar              | Medalla            | Prueba             |
| ------------------ | ------------------ | ------------------ | ------------------ |
| 2004               | Bañolas (España)   | Medalla de bronce  | Cuatro con timonel |
| 2005               | Kaizu (Japón)      | Medalla de oro     | Ocho con timonel   |
| 2006               | Eton (Reino Unido) | Medalla de bronce  | Ocho con timonel   |